# Tyrannochthonius oligochaetus
Espèce
Tyrannochthonius oligochaetus est une espèce de pseudoscorpions de la famille des Chthoniidae.

## Distribution
Cette espèce est endémique du Khyber Pakhtunkhwa au Pakistan,. Elle se rencontre dans le district de Chitral.

## Description
La carapace du mâle holotype mesure 0,4 mm de long sur 0,35 mm.

## Publication originale
- Dashdamirov, 2005 : Pseudoscorpions from the mountains of northern Pakistan (Arachnida: Pseudoscorpiones). Arthropoda Selecta, vol. 13, no 4, p. 225-261 (texte original).